# Edward Albee
Edward Franklin Albee III (Washington, 12 marzo 1928 – Montauk, 16 settembre 2016) è stato un drammaturgo statunitense.
Vincitore di tre Premi Pulitzer e considerato tra i maggiori autori del teatro americano, Albee ha svolto un ruolo chiave nell'introdurre negli Stati Uniti le nuove tendenze drammatiche europee della seconda metà del XX secolo, e in particolare le concezioni del teatro dell'assurdo. La sua opera più nota è Chi ha paura di Virginia Woolf? (1962), che gli meritò fama internazionale grazie all'omonimo adattamento cinematografico del 1966, diretto da Mike Nichols. È stato candidato tre volte al Premio Nobel per la letteratura, rispettivamente nel 1969, nel 1971 e nel 1972.

## Biografia
Edward Albee nacque a Washington nel 1928 e, a due settimane di vita, fu adottato da Frances e Reed A. Albee. Trascorse un'adolescenza turbolenta durante la quale fu espulso dalla Lawrence School e dalla Valley Forge Military Academy and College, prima di ottenere il diploma alla Choate Rosemary Hall nel 1946. Compiuti i diciotto anni se ne andò di casa e, dopo le superiori, proseguì brevemente con gli studi al Trinity College di Hartford, venendo espulso nel 1947 per essersi rifiutato di assistere ai servizi religiosi obbligatori.
Apertamente omosessuale, ebbe una relazione con Terrence McNally dal 1959 al 1964 e fu legato sentimentalmente a Jonathan Thomas dal 1971 alla morte dello scultore nel 2005. Albee sarebbe morto undici anni più tardi all'età di 88 anni e in suo onore le luci dei teatri di Broadway furono spente per un minuto.

## Carriera

### L'affermazione (1958-1966)
Dopo aver lasciato il Connecticut, Albee si trasferì a New York, dove visse per anni nel Greenwich Village, mantenendosi con lavori disparati mentre apprendeva le basi della drammaturgia. Nel 1958 fece il suo esordio come drammaturgo a Berlino, la città che ospitò la prima mondiale di Storia dello zoo, che Albee aveva scritto in meno di tre settimane nel 1958. Nel 1960 andò in scena a Berlino la sua seconda opera teatrale, La morte di Bessie Smith, mentre Storia dello zoo esordì nell'Off-Broadway.
La produzione teatrale a cavallo tra gli anni cinquanta e sessanta è caratterizzata dalla critica alla società americana, al suo razzismo (Bessie Smith), alle sue istituzioni culturali (Fam and Yam, 1959), alla famiglia stessa (The Sandbox, 1959) e, soprattutto, al sogno americano (The American Dream, 1960). Queste tematiche confluiranno nel suo primo capolavoro, Chi ha paura di Virginia Woolf?, portato all'esordio a Broadway nel 1962, rimasto in cartellone per oltre seicento repliche e premiato con il Tony Award alla migliore opera teatrale. L'opera è diventata il maggior successo di Albee e ha esordito rapidamente sulle scene internazionali (in Italia nel 1963, in Gran Bretagna nel 1964) prima di essere adattata con successo nell'omonimo film diretto da Mike Nichols ed interpretato da Richard Burton ed Elizabeth Taylor, premiata con l'Oscar alla miglior attrice.
Dopo il successo di Virginia Woolf, a cui la commissione del Premio Pulitzer rifiutò di assegnare il premio nonostante si fosse aggiudicato il più alto numero di voti nella sezione "drammaturgia", seguirono i modesti successi di The Ballad of the Sad Cafe (1963) e Tiny Alice (1964) e il flop Malcolm (1965), rimasto in cartellone per sole sette rappresentazioni. Nel 1966 la sua pièce Un equilibrio delicato, presentando nuovamente una famiglia in crisi con toni da teatro dell'assurdo, gli valse il suo primo Premio Pulitzer per la drammaturgia, ma non riscontrò lo stesso successo di pubblico ottenuto da Virginia Woolf e rimase in scena a Broadway per soli quattro mesi.

### La crisi (1966-1989)
Dopo aver scritto il libretto di un disastroso adattamento musicale di Colazione da Tiffany, Albee ottenne tiepidi successi con Everything in the Garden (1967) e All Over (1971), portato al debutto a Broadway per la regia di John Gielgud. Nel 1974 vinse un secondo Premio Pulitzer per Marina, ma Albee aveva ormai perso il favore del pubblico e la pièce rimase in cartellone a Broadway per soli appena mesi.
Nel 1980 The Lady from Dubuque rimase in scena a Broadway per sole venti repliche, mentre nel 1981 la sua riduzione teatrale di Lolita fu rappresentata appena dodici volte. Forte del successo ottenuto a Miami nel 1982, Albee prose The Man Who Had Three Arms a Broadway nel 1983, ma anche questa nuova pièce si rivelò un enorme fiasco. Durante gli anni ottanta sperimentò anche con la regia della proprie opere, seppur con limitato successo: nel 1982 diresse la prima di Finding the Sun, nel 1986 portò al debutto Marriage Play e nel 1989 diresse un nuovo allestimento di Chi ha paura di Virginia Woolf?, in scena a Los Angeles con Glenda Jackson e John Lithgow.

### Gli ultimi successi (1994-2007)
Nel 1994 Tre donne alte, descritta come la sua opera più autobiografica, fu portata al debutto a Vienna e riproposta immediatamente nell'Off-Broadway, dove rimase in cartellone per oltre cincquecento rappresentazioni e valse ad Albee il suo terzo Premio Pulitzer. Nel 1995 la pièce è stata portata in scena anche a Londra e in Italia. Nel 1996 fu insignito del Kennedy Center Honors e della National Medal of Arts. Nel 2001 fu nuovamente candidato al Premio Pulitzer per The Play About the Baby, esordito in Inghilterra nel 1998 e poi portato in scena con successo per sei mesi nell'Off-Browdway. Nel 2002 ottenne un ultimo trionfo con La capra o chi è Sylvia?, portato al debutto a Broadway e poi riproposto a Londra e in Italia nel 2004, forte della vittoria del Tony Award alla migliore opera teatrale e della quinta e ultima candidatura al Premio Pulitzer per la drammaturgia di Albee.

## Opere teatrali
- Storia dello zoo (1958)
- The Death of Bessie Smith (1959)
- The Sandbox (1959)
- Fam and Yam (1959)
- The American Dream (1960)
- Chi ha paura di Virginia Woolf? (Einaudi, Torino ISBN 9788806593926)
- The Ballad of the Sad Cafe (1963) (adattamento della novella di Carson McCullers)
- Tiny Alice (1964)
- Malcolm (1965) (adattamento del romanzo di James Purdy)
- A Delicate Balance (1966) (Premio Pulitzer)
- Breakfast at Tiffany's (1966) (musical, adattamento della novella di Truman Capote)
- Everything in the Garden (1967) (adattamento dalla commedia dell'autore inglese Giles Cooper)
- Box e Quotations From Chairman Mao Tse-Tung (1968)
- All Over (1971)
- Seascape (1974; Premio Pulitzer)

Marina, nota introduttiva e traduzione di Corrado Augias, Torino, Einaudi, Collezione di teatro, 1977
- Listening (1975)
- Counting the Ways (1976)
- The Lady From Dubuque (1977-79)
- Lolita (dal romanzo di Vladimir Nabokov) (1981)
- The Man Who Had Three Arms (1981)
- Finding the Sun (1982)
- Marriage Play (1986-87)
- Three Tall Women (1990-91) (Premio Pulitzer)
- The Lorca Play (1992)
- Fragments (1993)
- The Play About the Baby (1996)
- The Goat or Who is Sylvia? (2000, Tony Award)
- Occupant (2001)
- Knock! Knock! Who's There!? (2003)
- Peter & Jerry (Act One: Homelife.  Act Two: The Zoo Story) (2004)
- Stretching My Mind: Essays 1960-2005 (Avalon Publishing, 2005)
- Me Myself and I (2007)

## Riconoscimenti
- Tony Award
  - 1961 - Miglior opera teatrale per Chi ha paura di Virginia Woolf?
  - 2002 - Miglior opera teatrale per La capra o chi è Sylvia?
  - 2005 - Premio alla carriera
- Grammy Awards
  - 1964 - Miglior album parlato per Chi ha paura di Virginia Woolf?